# 110年
| 千纪： | 1千纪                                                                                           |
| 世纪： | 1世纪 \| 2世纪 \| 3世纪                                                                         |
| 年代： | 80年代 \| 90年代 \| 100年代 \| 110年代 \| 120年代 \| 130年代 \| 140年代                         |
| 年份： | 105年 \| 106年 \| 107年 \| 108年 \| 109年 \| 110年 \| 111年 \| 112年 \| 113年 \| 114年 \| 115年 |
| 纪年： | 庚戌年（狗年）；东汉永初四年                                                                    |

## 大事记
- 西羌起义，金城郡地大部被占，郡治由允吾迁至襄武（今甘肃陇西县），十二年后又迁回允吾。
- 滇零遣兵寇褒中，漢中太守鄭勤移屯褒中，來抵抗西羌軍。

## 各国领袖

### 非洲
- 库施
  - 国王：Teqerideamani I（90年－114年）

### 亚洲
- 中国
  - 东汉：
    - 皇帝：汉安帝（106年－125年）
- 朝鲜
  - 百济：
    - 国王：己娄王（77年－128年）

  - 高句丽：
    - 国王：太祖王（53年－146年）

  - 新罗：
    - 国王：婆娑尼师今（80年－112年）

### 欧洲
- 高加索伊比里亚
  - 国王：阿姆扎斯普一世（106年－116年）
- 罗马帝国
  - 皇帝：图拉真（98年－117年）

### 中东
- 奥斯若恩
  - 国王：Abgar Vii bar Ezad（109年－116年）
- 安息
  - 国王（政权对立）：
    - 沃洛吉斯三世（105年－147年）
    - 奥斯罗埃斯一世（105年－129年）

## 出生
- 安提諾烏斯
- 馬吉安

## 逝世
- 伊格那丟